# Domamyšl
Domamyšl (německy Domamischl) je malá vesnice, část obce Vodice v okrese Tábor v Jihočeském kraji. Nachází se asi 2,5 kilometru západně od Vodice. Je zde evidováno 45 adres. V roce 2011 zde trvale žilo 44 obyvatel.
Domamyšl je také název katastrálního území o rozloze 6,91 km².

## Historie
První písemná zmínka o vesnici pochází z roku 1454.

## Obyvatelstvo
| Rok            | 1869 | 1880 | 1890 | 1900 | 1910 | 1921 | 1930 | 1950 | 1961 | 1970 | 1980 | 1991 | 2001 | 2011 | 2021 |
| -------------- | ---- | ---- | ---- | ---- | ---- | ---- | ---- | ---- | ---- | ---- | ---- | ---- | ---- | ---- | ---- |
| Počet obyvatel | 280  | 270  | 232  | 225  | 223  | 220  | 177  | 146  | 128  | 111  | 86   | 63   | 46   | 44   | 33   |
| Počet domů     | 36   | 31   | 34   | 34   | 30   | 30   | 34   | 38   | 57   | 32   | 30   | 38   | 39   | 38   | 26   |

## Obecní správa
Při sčítání lidu v letech 1850–1899 Domamyšl byla osadou obce Rodná v okrese Tábor. V letech 1900–1975 byla samostatnou obcí, se kterým patřily nejprve do okresu Tábor, ale v roce 1950 v okrese Pacov a od roku 1960 opět v okrese Tábor. Od 1. ledna 1976 je částí obce Vodice v okrese Tábor. V letech 1900–1975 k obci patřily Babčice a Osikovec.

## Galerie

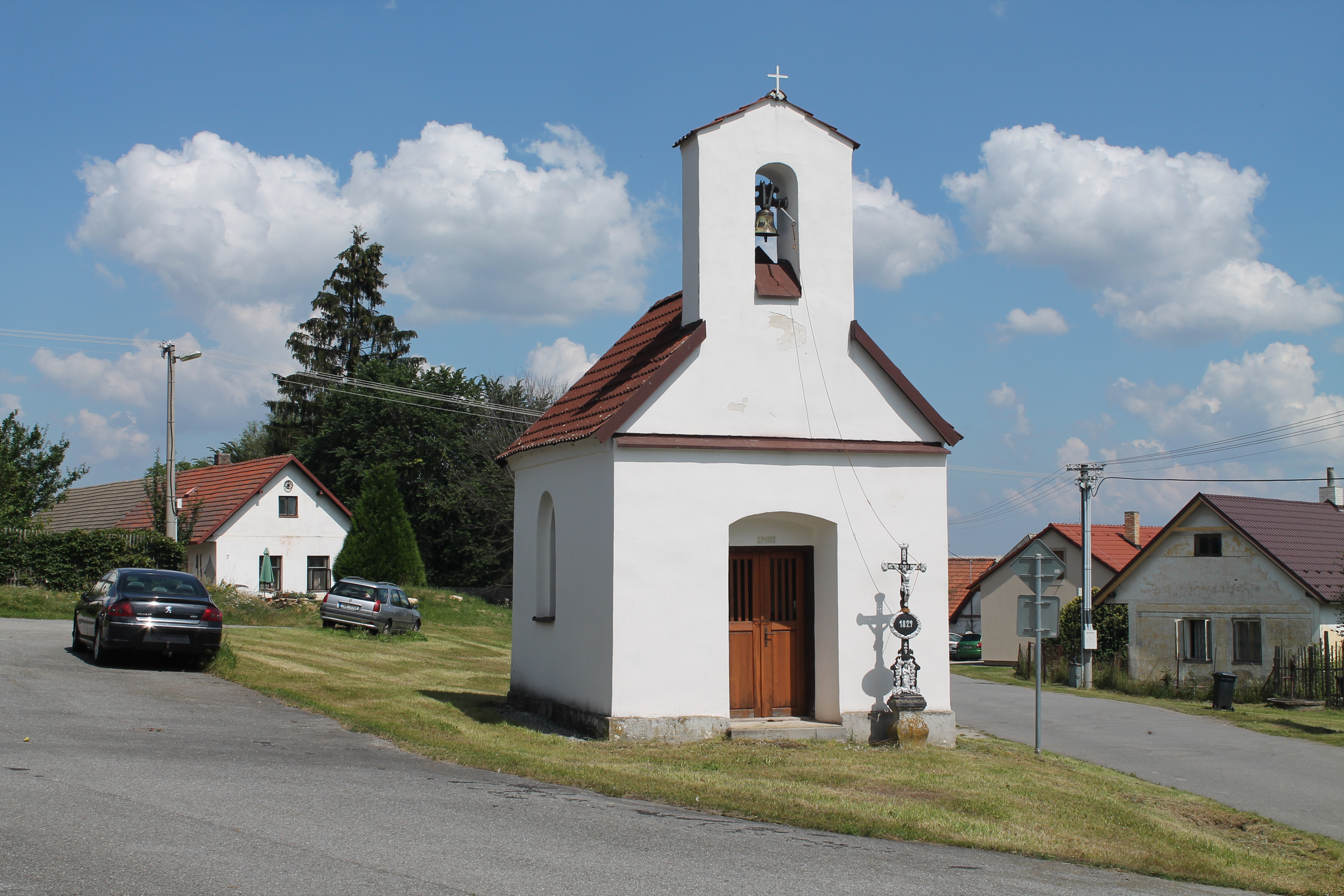
Kaple na návsi
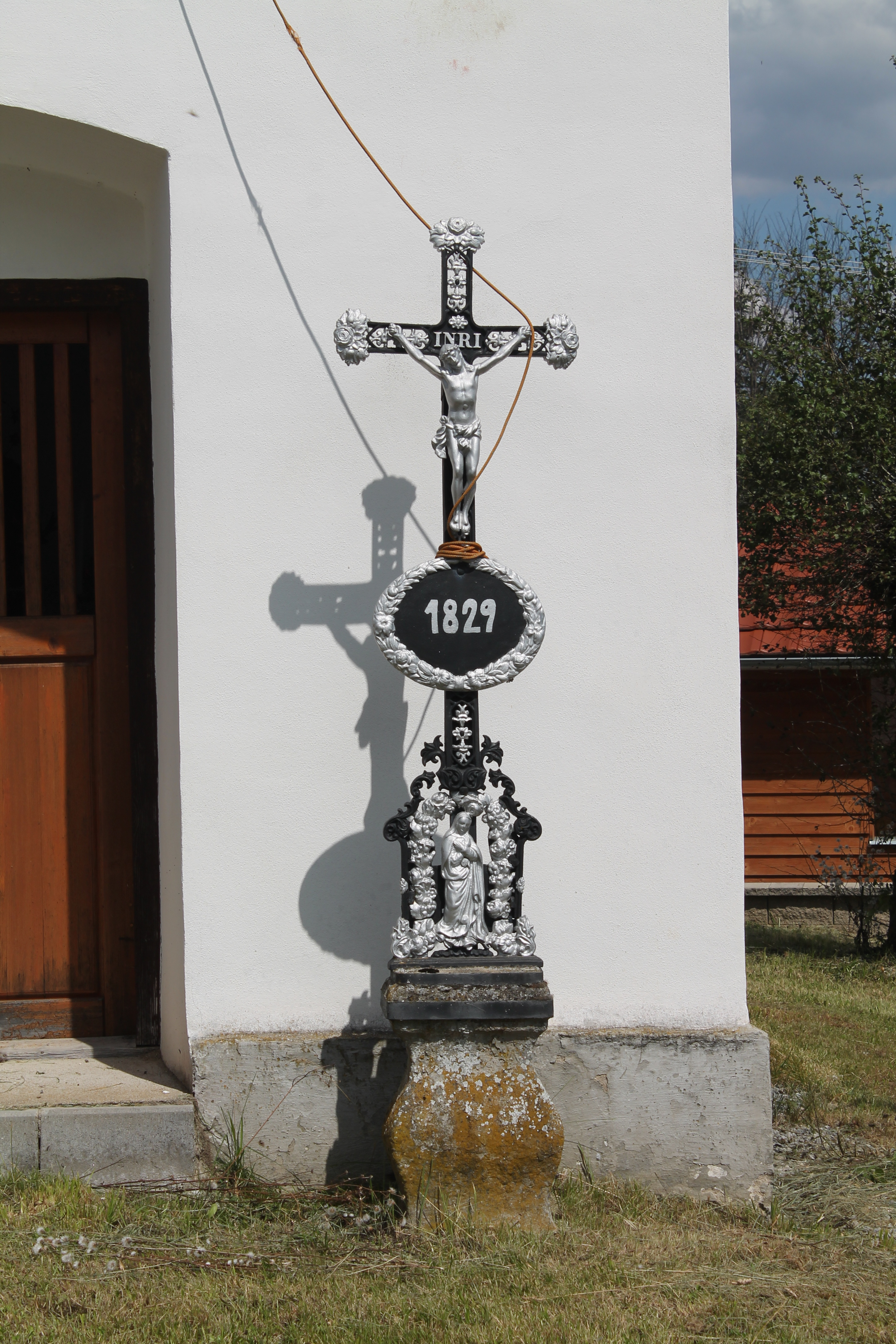
Kříž u kaple
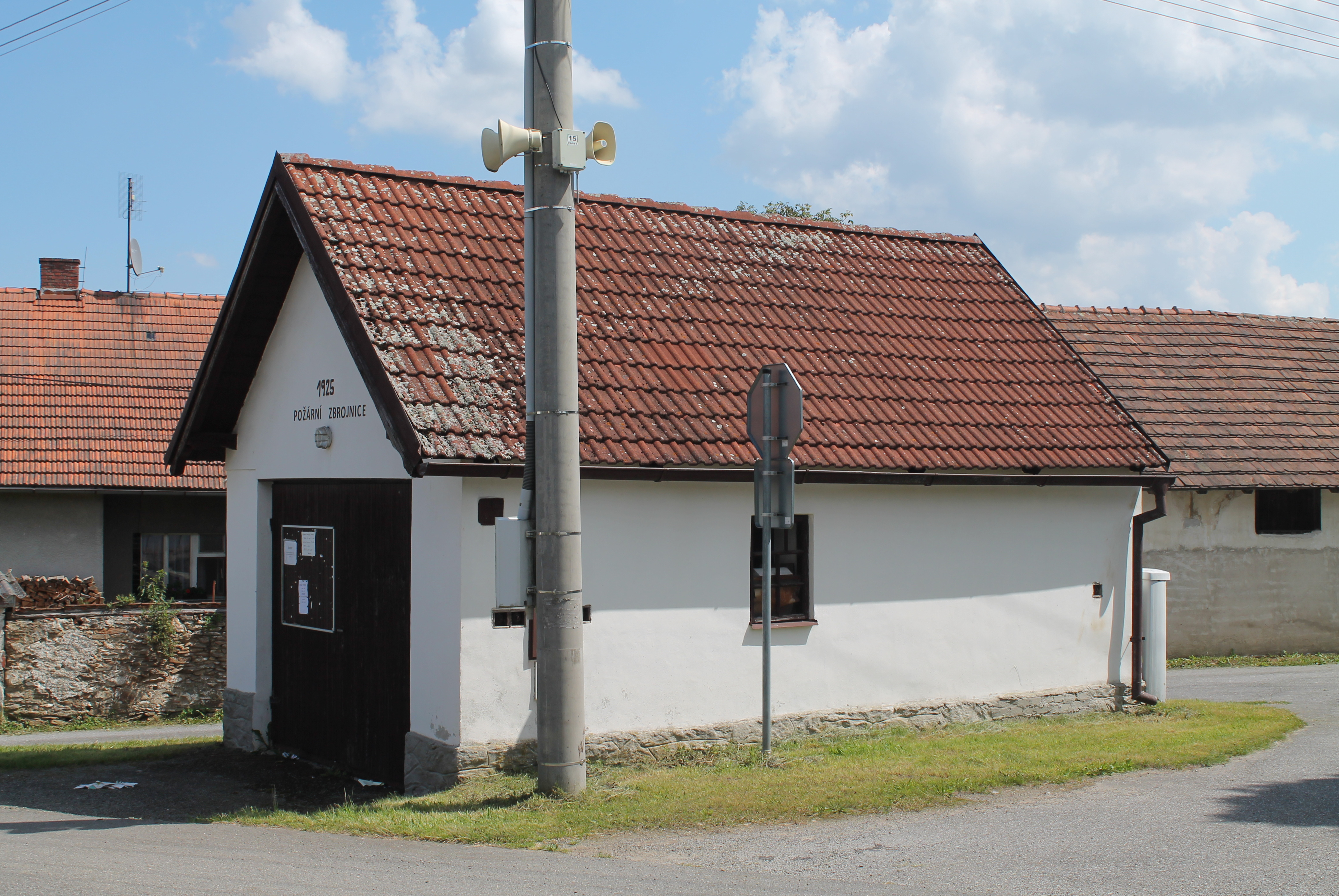
Hasičská zbrojnice
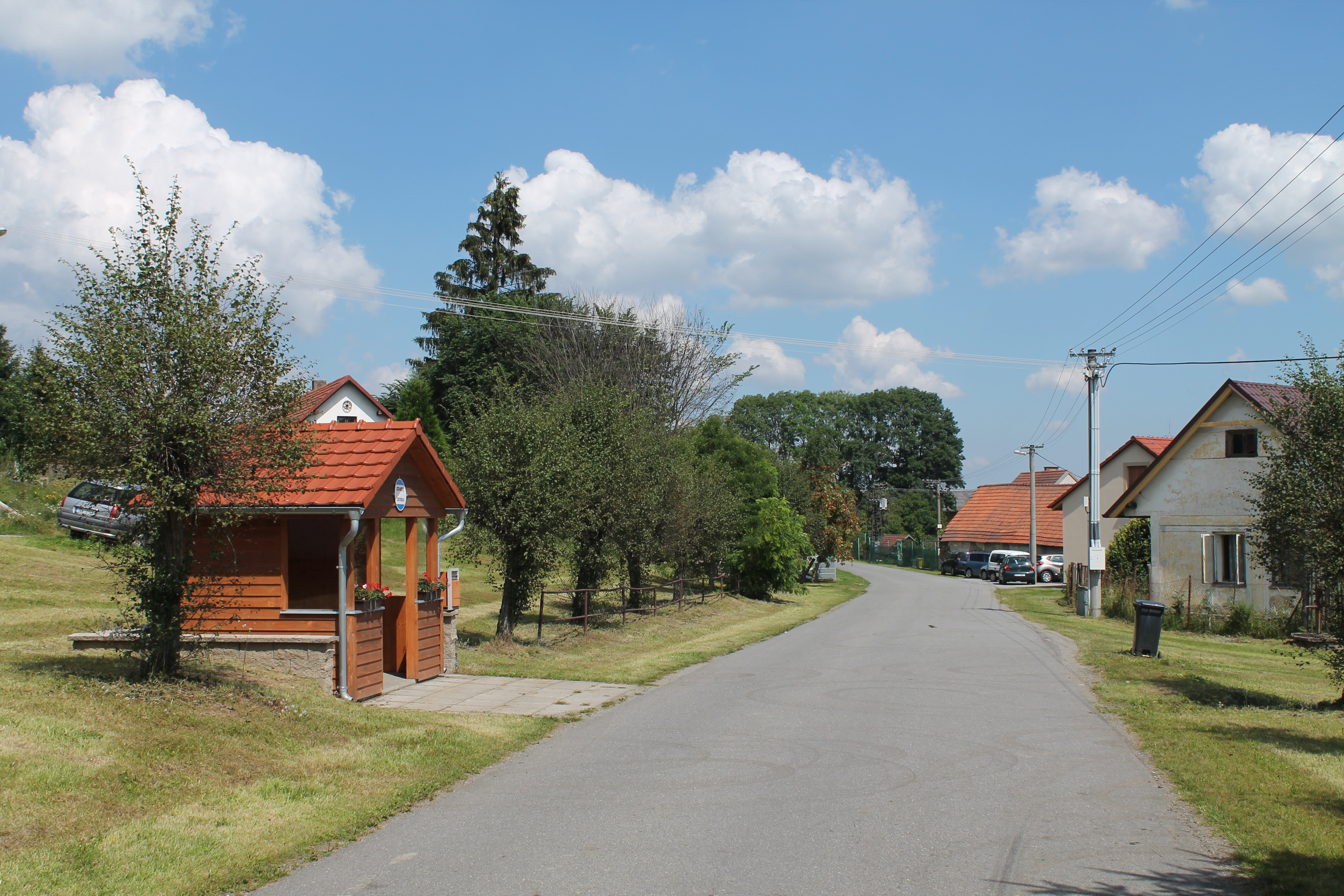
Severní část návsi s autobusovou zastávkou